# Bazylika prymasowska Wniebowzięcia Najświętszej Maryi Panny w Gnieźnie
Bazylika prymasowska Wniebowzięcia Najświętszej Maryi Panny w Gnieźnie (zwana także: archikatedrą gnieźnieńską lub sanktuarium św. Wojciecha) – gotycki kościół archikatedralny znajdujący się na Wzgórzu Lecha w Gnieźnie. Kościół jest poświęcony Najświętszej Marii Pannie, nosi wezwanie Wniebowzięcia NMP. Od 1000 roku główna świątynia metropolii gnieźnieńskiej, nazywana Matką kościołów polskich. Miejsce pochówku świętego Wojciecha, głównego patrona Polski oraz miejsce pięciu koronacji królewskich. Siedziba prymasów Polski. Od 1931 roku jest bazyliką mniejszą. 16 września 1994 roku obiekt został wpisany na listę pomników historii.

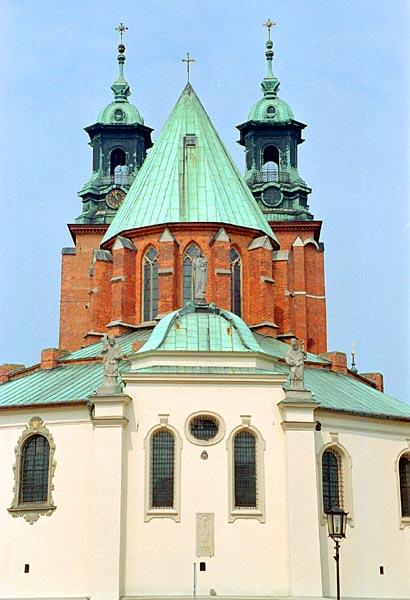
Archikatedra Wniebowzięcia Najświętszej Maryi Panny widziana od strony ul. Tumskiej w Gnieźnie

## Historia

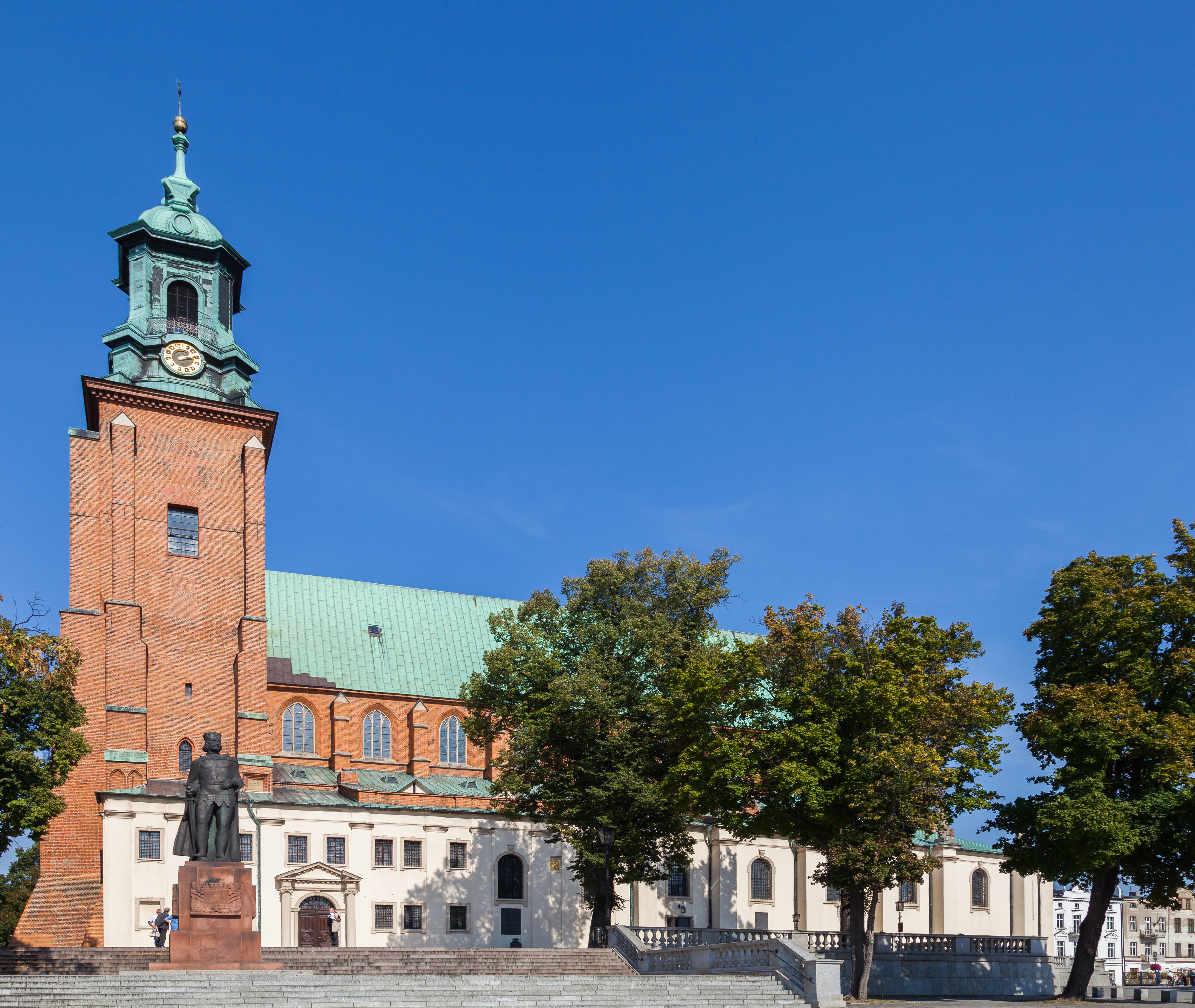
Archikatedra od strony południowej

### Początki istnienia
Pierwsza chrześcijańska świątynia na terenie leżącym na podgrodziu na Wzgórzu Lecha została ufundowana za życia Mieszka I, a więc przed rokiem 992. Według tradycji przekazanej przez Jana Długosza fundatorką miała być Dąbrówka, pochowana tu w 977 roku. Odkryte relikty przedromańskiego kościoła grodowego Mieszka I, zachowane w podziemiach katedry, pozwalają określić jego formę przestrzenną jako tzw. rotundę prostą, składającą się z kolistej nawy o średnicy 9 metrów i apsydy wschodniej. Od strony północnej do rotundy dostawiony był aneks, być może o charakterze grobowym. Całość była orientowana na osi wschód–zachód. Kolejną fazę budowlaną reprezentuje drugi aneks, dobudowany do nawy rotundy od strony południowo-zachodniej. Dobudówkę tę ze względu na ukształtowanie przestrzenne i wielkość można interpretować jako aneks grobowy, w którym pochowano ciało świętego Wojciecha.
Między 7 a 15 marca 1000 roku do Gniezna przybył cesarz Otton III, aby pomodlić się przy grobie św. Wojciecha. Odbył się wtedy tzw. Zjazd gnieźnieński, na którym książę Polski Bolesław Chrobry i cesarz omawiali plany utworzenia wspólnego królestwa Niemiec, Francji, Rzymu, Anglii i Państw Słowiańskich. Utworzono archidiecezję gnieźnieńską i pierwszą metropolię kościelną w Polsce, podległą wyłącznie papieżowi. Pierwszym arcybiskupem został Radzim Gaudenty.

### Katedra przedromańska
Przesłanki archeologiczne pozwalają założyć, że w 1 poł. XI w. w miejscu rotundy przystąpiono do budowy kamiennej bazyliki. Prawdopodobnie był to trójnawowy, beztranseptowy kościół bazylikowy, zamknięty od wschodu trzema apsydami, z nową przedromańską konfesją św. Wojciecha. Prawdopodobnie katedra nie posiadała wyróżnionego przęsła prezbiterialnego oraz pozbawiona była masywu zachodniego (była to więc bazylika bezwieżowa). Konfesja św. Wojciecha ulokowana była w geometrycznym środku całej budowli (in medio ecclesiae). Miała postać grobowej kaplicy, wytyczonej na planie kwadratu. Wewnątrz niej przy ścianie wschodniej znajdował się ołtarz z grobem z relikwiami. Boki tego ołtarza mogły ozdabiać trzy złote tablice, wywiezione później z Gniezna przez Brzetysława w 1038 roku. Na pograniczu nawy głównej i prezbiterium znajdował się tumbowy grobowiec Gaudentego (obecnie eksponowany w podziemiach).
W 1018 roku doszło do pożaru katedry, którą w ciągu siedmiu lat odbudowano. W 1025 roku koronował się w niej na króla Bolesław Chrobry, a po jego śmierci syn Mieszko II Lambert. W 1038 roku gród gnieźnieński zaatakował książę czeski Brzetysław I, niszcząc i ograbiając podgrodzia i katedrę.

### Katedra romańska
Po najeździe Brzetysława odbudowano świątynię w stylu romańskim i konsekrowano w 1064 roku. Odbudowę przeprowadzono z częściowym wykorzystaniem fundamentów poprzedniej budowli. Całkowita długość budynku wynosiła 37 m. W 1076 roku na króla Polski koronował się w niej Bolesław II Szczodry. Po koronacji, do roku 1097 trwała rozbudowa, polegająca na wydłużeniu kościoła w dwóch kierunkach: na wschód poprzez wybudowanie nowego prezbiterium z nową apsydą i sporządzeniu nowego ołtarza głównego, postawieniu aneksu, a także wydłużeniu kościoła w kierunku zachodnim poprzez wybudowanie masywu z dwiema wieżami. Znajdowała się tutaj empora, przeznaczona dla panującego księcia i jego najbliższych. W rozbudowanej katedrze powstała nowa, romańska konfesja św. Wojciecha. Znajdowała się ona w środkowej części nawy głównej, w centrum romańskiej bazyliki. We wschodniej partii znajdowała się komora grobowa. Tuż na zachód od konfesji znajdowała się nekropolia arcybiskupów gnieźnieńskich, po której zachowało się zgrupowanie kilku dużych romańskich grobowców wziemnych, usytuowanych w jednym rzędzie. Wskazują one na fakt, że pasterze archidiecezji mieli prawo do pochówku w szczególnie uprzywilejowanej przestrzeni katedry ad Sanctos – przed konfesją swojego ideowego poprzednika, w niewielkiej odległości od jego relikwii. Z tego okresu pochodzą także pozostałości zabudowań monasterium, przylegających do północnej ściany katedry, zawierających prawdopodobnie kapitularz, refektarz i szkołę katedralną, odkryte w krypcie kaplicy Potockich.
W latach 1103–1104 odbył się synod z udziałem legata papieskiego związany z odnalezieniem i umieszczeniem relikwii św. Wojciecha w katedrze. Kilka lat później do grobu św. Wojciecha przybył książę Bolesław III Krzywousty. W 1127 roku w katedrze odbyły się uroczystości odnalezienia i umieszczenia w niej głowy św. Wojciecha. Około 1175 roku ufundowano brązowe Drzwi Gnieźnieńskie. W 1177 roku odbył się wielki zjazd, na którym książę Wielkopolski Mieszko III Stary wystąpił jako „dux totius Poloniae”. W 1192 roku, katedra wraz z sąsiadującymi zabudowaniami uległa pożarowi. Przy odbudowie rozebrano m.in. aneks zakrystyjny między apsydą północną i południową ścianą prezbiterium, a w jego miejsce pojawiła się zbiorowa mogiła, tzw. grobowiec Pięciu Braci Męczenników z płytą gipsową z tzw. inskrypcją ossa trium. Nastąpiła także destrukcja zabudowań monasterium. Po 219 latach, w 1295 roku odbyła się przedostatnia koronacja królewska w katedrze gnieźnieńskiej, gdy na króla koronował się książę Przemysł II. Pięć lat później do Gniezna zbrojnie wkroczył Wacław II Czeski i również koronował się na króla. Była to ostatnia koronacja w Gnieźnie. W 1331 roku Gniezno zaatakowali Krzyżacy, niszcząc świątynię.

### Katedra gotycka

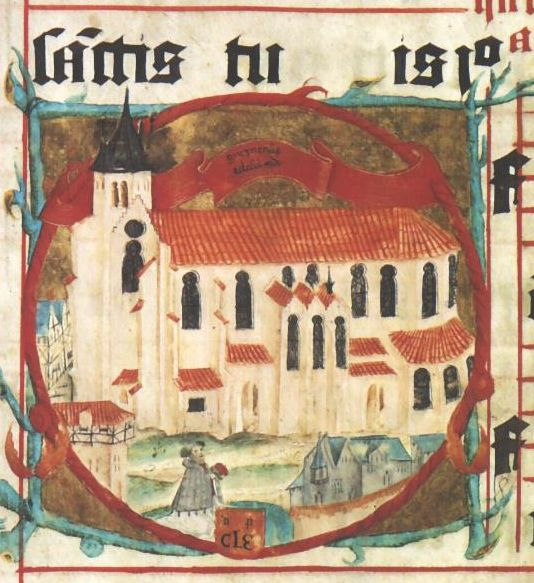
Katedra w Gnieźnie w 1509 roku z antyfonarza Klemensa z Piotrkowa z Biblioteki Kapitulnej w Gnieźnie

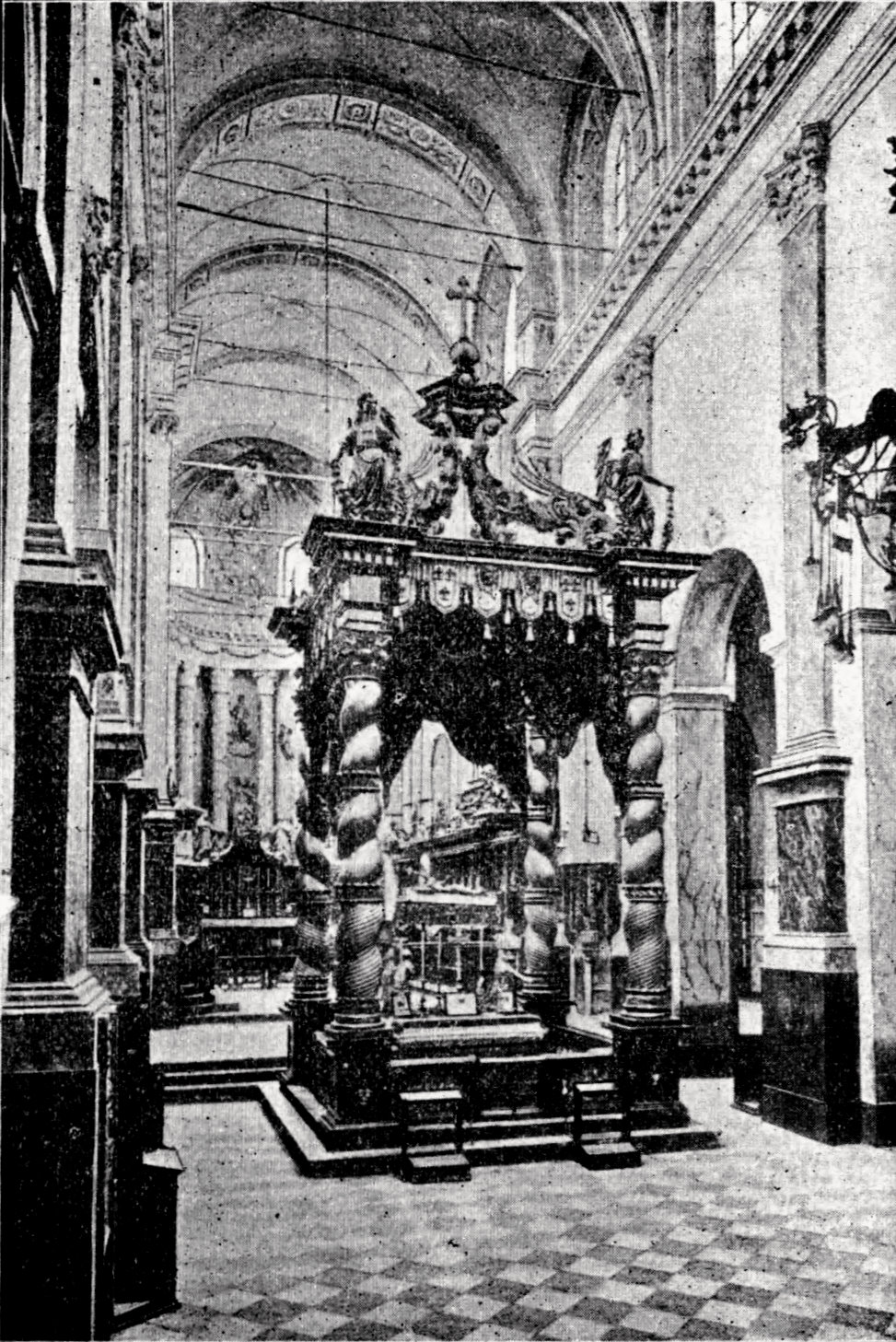
Konfesja św. Wojciecha w 1915 roku

Budowa gotyckiej katedry w Gnieźnie zainicjowana została w 1342 roku przez arcybiskupa Jarosława Bogorię Skotnickiego. Z 26 marca 1350 roku pochodzi pierwsza informacja o erygowaniu przez Skotnickiego ołtarza w katedrze. Ten sam arcybiskup przyjął w 1358 roku wraz z całą kapitułą archikatedralną króla Kazimierza Wielkiego, który przyczynił się do rozbudowy Gniezna.
Prace zorganizowano tak, by w ich trakcie część świątynia mogła nadal służyć wiernym. Gdy wznoszono prezbiterium, nabożeństwa i msze święte odbywały się w oddzielonym i zabezpieczonym romańskim korpusie nawowym. Gdy zaczęto go wyburzać i stawiać nowy, ludzie modlili się w nowej, gotyckiej części prezbiterialnej. Arcybiskup w trakcie budowy wystawił najpierw w części wschodniej wydłużony trójprzęsłowy chór z zamknięciem w kształcie siedmiu boków z dwunastoboku i wielobocznym obejściem, a wkrótce i dobudowywanymi kaplicami grobowymi. Prezbiterium wybudowano ze ścianami podzielonymi
poziomym gzymsem na dwie kondygnacje – arkadową i okienną. System konstrukcyjny chóru katedry stanowił kombinację układu filarowo-skarpowego z łukami oporowymi poprowadzonymi pod dachem obejścia. Wschodnia część świątyni wykonana została z kamienia ciosowego i cegły. Inicjator przedsięwzięcia nie doczekał zakończenia budowy, jego następcy nie poniechali jednak kontynuowania dzieła. Abp Janusz Suchywilk doprowadził do ukończenia budowy korpusu nawowego, a abp Bodzanta wyposażył gotycką katedrę w nowe ołtarze. W roku 1382 trwały już zaawansowane prace przy zadaszeniu i przesklepianiu korpusu. W pierwszej połowie XV wieku, gdy arcybiskupem gnieźnieńskim był Mikołaj Trąba trwała budowa jednej z wież, kapitularza, skarbca oraz kaplic przy nawie południowej.
Od 1419 roku, w związku z nadaniem arcybiskupom gnieźnieńskim tytułu prymasa, świątynia stała się archikatedrą prymasowską.
W drugiej połowie XV stulecia, za abp Jakuba z Sienna na belce tęczowej zawisł potężny krucyfiks, a przed prezbiterium stanęło nowe mauzoleum św. Wojciecha, ukryte pod kamiennym baldachimem wspartym na kolumienkach i ozdobione marmurową płytą z podobizną męczennika, którą wykonał rzeźbiarz Hans Brandt. W 1602 roku wykończona została wieża północna. Przebudowywano też nawy boczne i kaplice okalające prezbiterium, zmieniając ich wezwania i wzbogacając ich wnętrza o nowe, zgodne z duchem epoki elementy architektoniczne. W 1613 roku, za abp Jana Łaskiego w Gnieźnie wybuchł wielki pożar, który strawił niemal wszystkie zabudowania nie wyłączając kościołów. Archikatedra ocalała, jednak ogień uszkodził hełmy i drewnianą konstrukcję wież. W latach osiemdziesiątych XVII wieku w części prezbiterialnej archikatedry stanęła pozłacana konfesja wykonana na wzór tej, znajdującej się w bazylice św. Piotra w Rzymie, a pod nią, na czarnym ołtarzu, srebrna trumienka z relikwiami św. Wojciecha.
W latach 1641–1652 prymas Maciej Łubieński przeprowadził przebudowę wnętrza świątyni w stylu barokowym. Kolejny wielki pożar wybuchł w Gnieźnie w sierpniu 1760 roku. Ogień uszkodził wieże i strawił dach archikatedry, co doprowadziło do zawalenia się sklepień nad prezbiterium i znacznego ich uszkodzenia nad nawą główną. W ciągu kilku następnych lat przebudowano wnętrze w stylu klasycystycznym z elementami stylu barokowego. Zainicjował je prymas Maciej Łubieński.
Do kolejnej, częściowej przebudowy świątyni doszło w latach siedemdziesiątych XVIII wieku. Na początku XIX stulecia, kiedy do Gniezna wkraczała Wielka Armia, archikatedrę najeźdźcy francuscy cesarza Napoleona Bonaparte zamienili na krótko na magazyn zboża. Później nie podejmowano w niej istotnych prac budowlanych.

### Historia współczesna

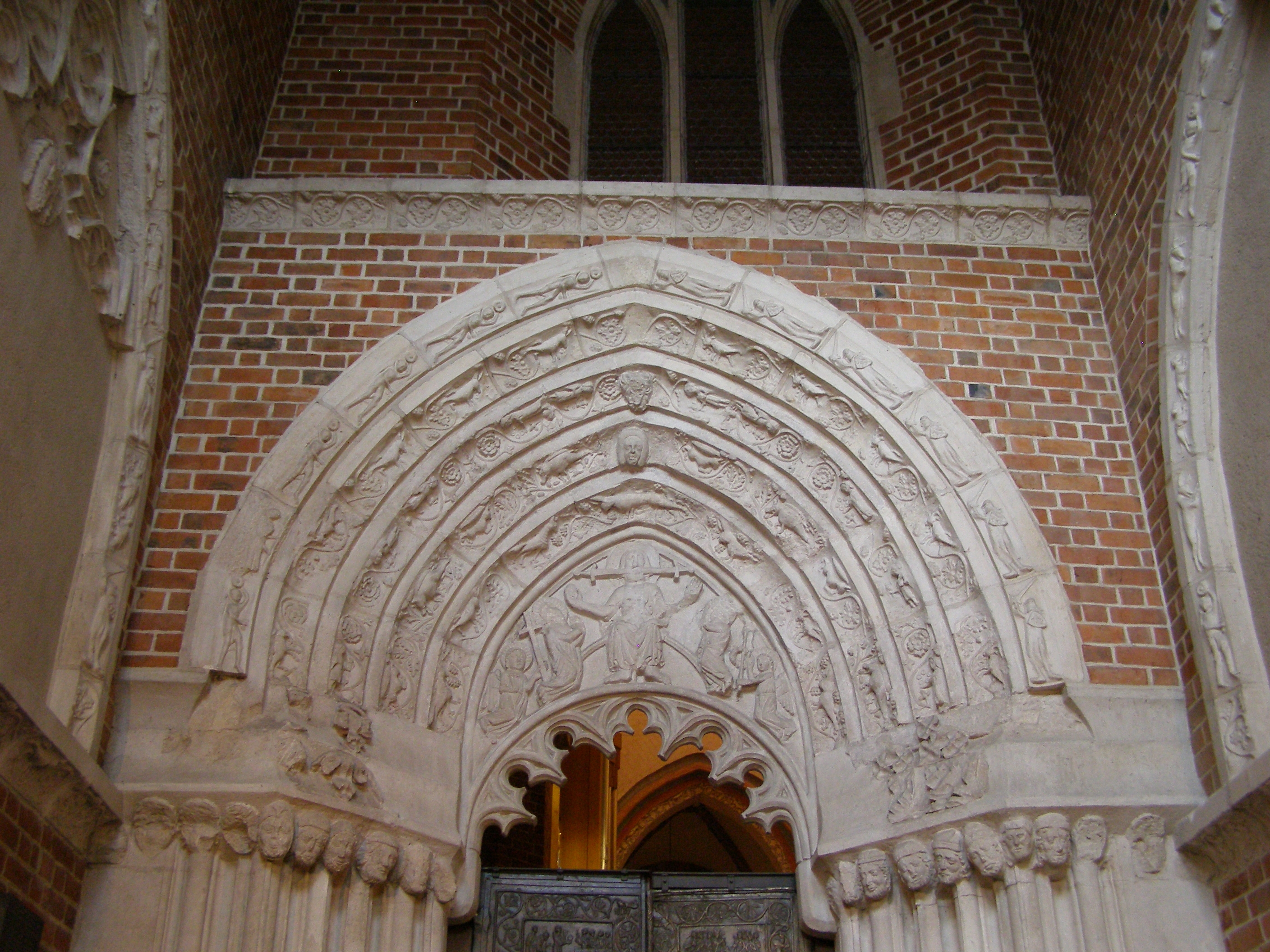
Gotycki portal w południowej kruchcie korpusu

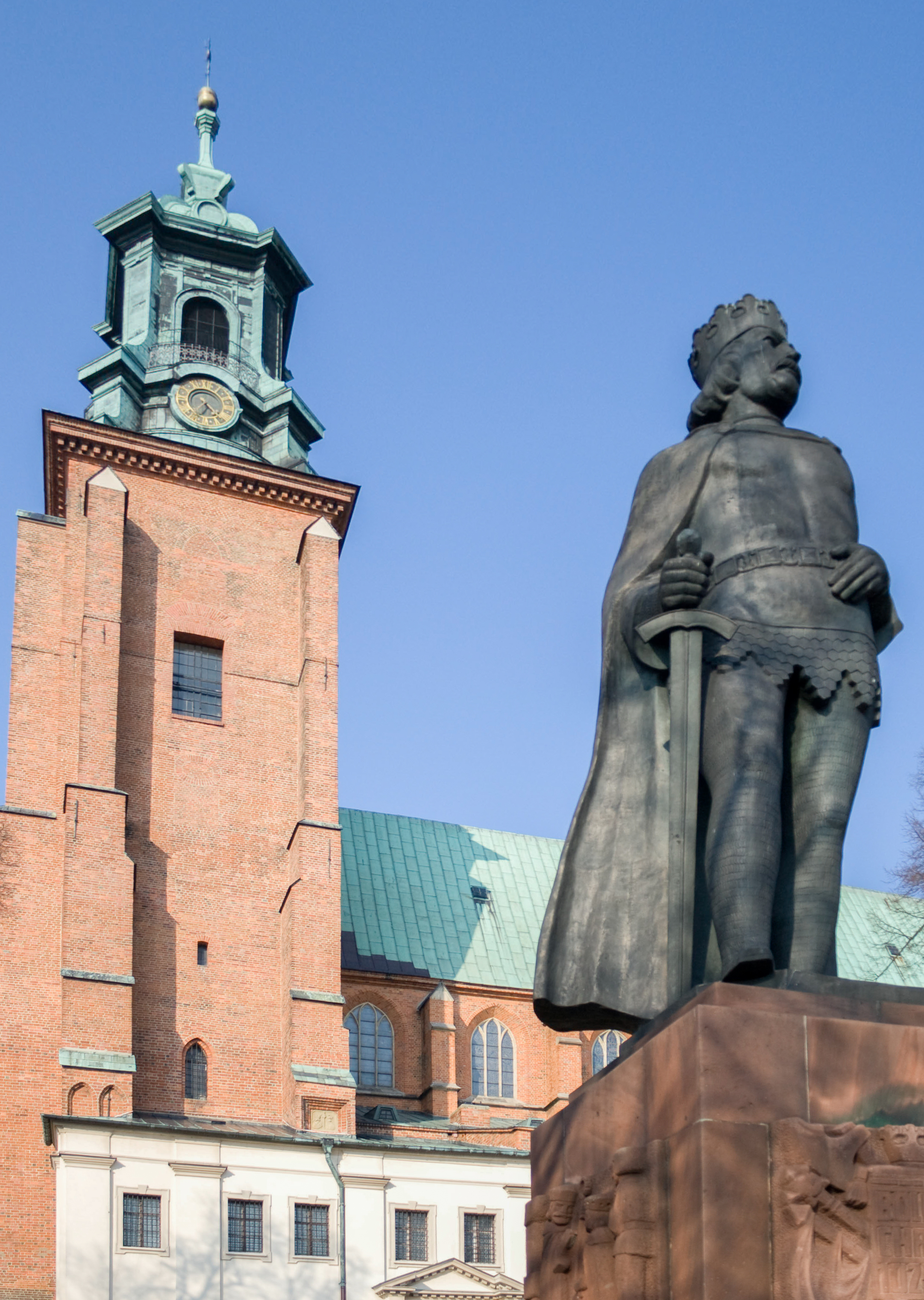
Pomnik Bolesława Chrobrego w Gnieźnie przed bazyliką

W 1931 roku Pius XI nadał archikatedrze tytuł bazyliki mniejszej. W 1939 roku po zajęciu Gniezna przez Niemców z NSDAP, początkowo oni zamknęli kościół, a później urządzili w nim salę koncertową. 23 stycznia 1945 roku, dwa dni po wkroczeniu do Gniezna, archikatedra została ostrzelana przez Armię Czerwoną, co spowodowało pożar hełmów wież i dachów. Wokół tego pożaru przez lata trwały różne spekulacje. Władze komunistyczne twierdziły, że na wieżach znajdowali się jeszcze żołnierze niemieccy, którzy zaatakowali żołnierzy radzieckich. Zeznania świadków i publikacje naukowe potwierdzają tezę celowego ostrzału z czołgu, umiejscowionego na rynku. Pożar zniszczył hełmy wież oraz sklepienie w emporze międzywieżowej, a w następstwie tego również organy. Zawaleniu uległ również dach nad częścią południową nawy głównej, co zniszczyło stalle. Na przełomie lat 50 i 60 XX wieku odrestaurowano świątynię przywracając jej styl gotycki.
3 czerwca 1979 roku archikatedrę odwiedził Jan Paweł II. W 1992 ówczesny prymas kard. Józef Glemp został mianowany metropolitą warszawskim, a Gniezno na 17 lat straciło miano stolicy prymasowskiej. Nowym metropolitą gnieźnieńskim został abp Henryk Muszyński, który jest inicjatorem zjazdów gnieźnieńskich.
W 1996 roku ponownie zamontowano złocony, barokowy baldachim nad trumienką św. Wojciecha, który ukryty w pomieszczeniach wieżowych w czasie II wojny światowej, nie został przez Niemców wywieziony. Rok później do bazyliki ponownie przybył Jan Paweł II.
19 grudnia 2009 roku tytuł Prymasa Polski powrócił do Gniezna i do metropolity gnieźnieńskiego. Tego też dnia miała miejsce inauguracja posługi prymasowskiej przez abp. Muszyńskiego.
W 2012 roku gnieźnieńskiej archikatedrze przekazano relikwie krwi Jana Pawła II, które umieszczono w bocznej kaplicy.
W 2015 roku w pomieszczeniach przywieżowych wieży północnej odnaleziono około 2000 papierowych dokumentów z XIV, XV i XVI wieku, obrazujących prace konsystorza generalnego, jedyny tego typu zbiór w Polsce.
14 kwietnia 2016 roku kościół metropolitalny był miejscem uroczystości jubileuszu 1050. rocznicy Chrztu Polski, w której uczestniczył Episkopat Polski oraz najwyższe władze państwowe, z Prezydentem Polski Andrzejem Dudą na czele.

## Architektura
Archikatedra jest budowlą trójnawową, o układzie bazylikowym z prezbiterium zamkniętym wielobocznie i ambitem. Do naw bocznych i ambitu przylega wieniec czternastu kaplic bocznych.

### Prezbiterium

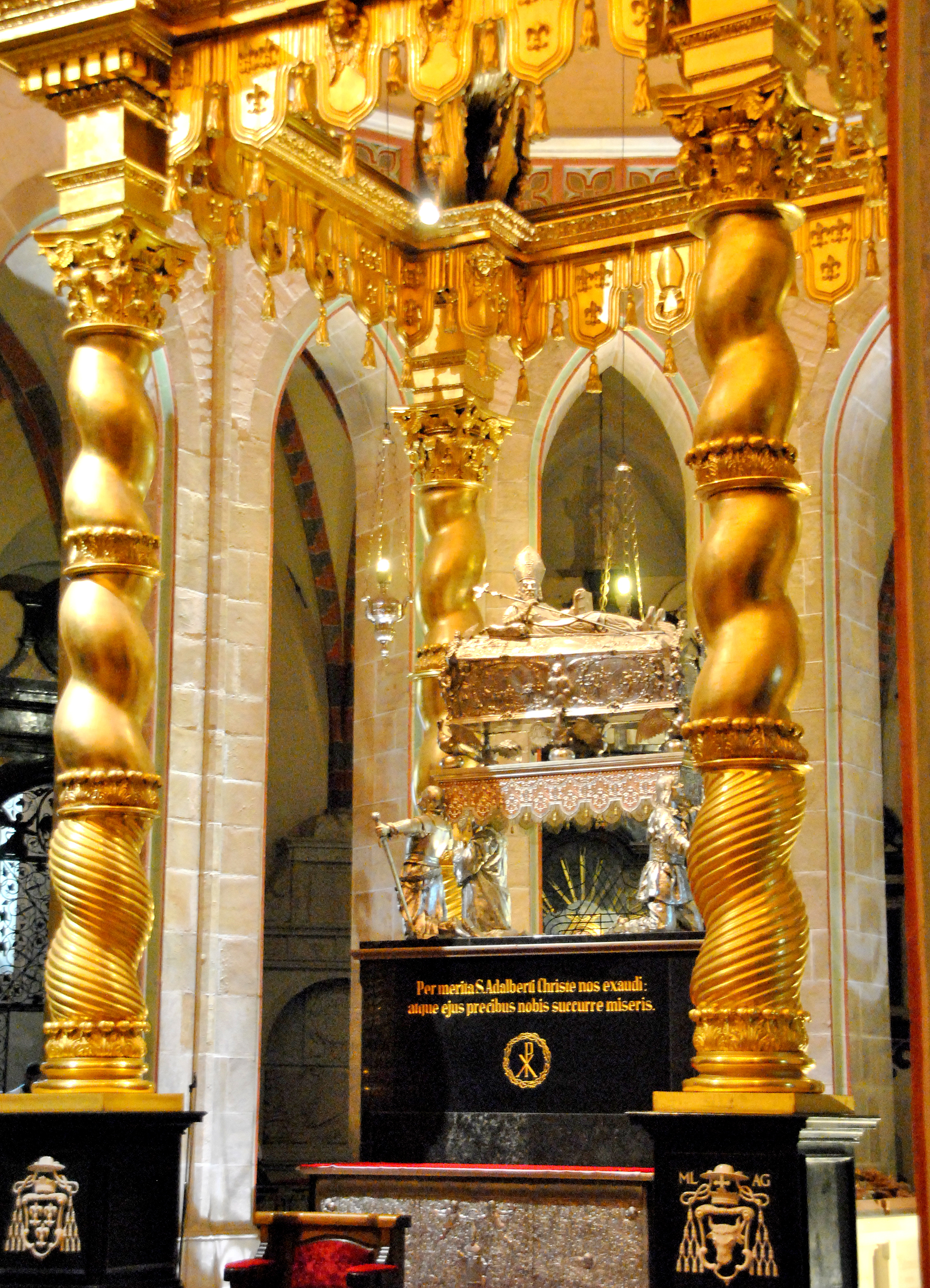
Konfesja św. Wojciecha

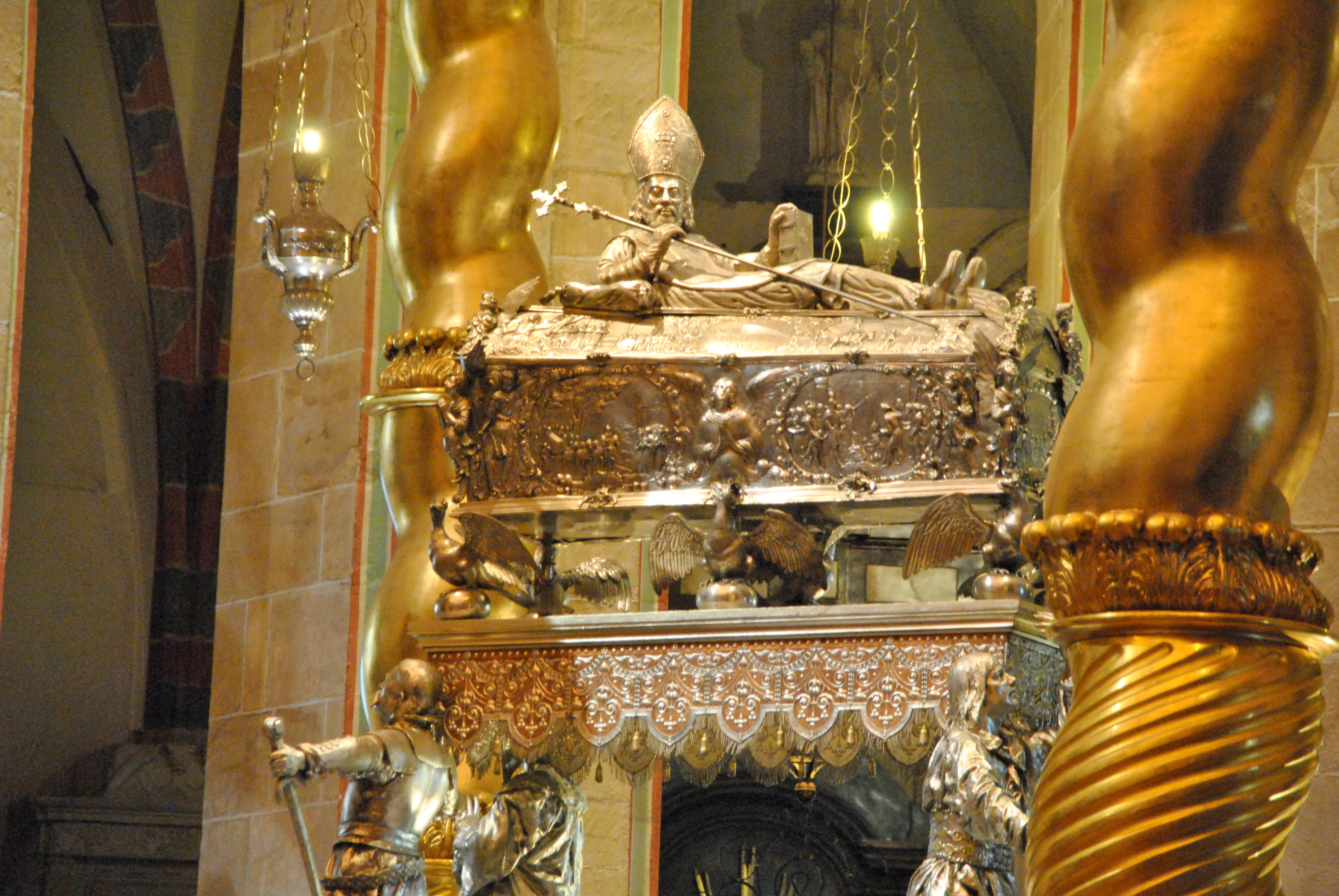
Relikwiarz św. Wojciecha

W prezbiterium archikatedry, w jej centrum znajduje się barokowa złocona konfesja, a pod nią wczesnobarokowy relikwiarz – trumienka z cyzelowanej, trybowanej blachy srebrnej z 1662 (z właściwym relikwiarzem – trumienką wewnątrz, drewnianą, prawdopodobnie cedrową skrzynką z XII wieku pokrytą płaskorzeźbami) ze szczątkami św. Wojciecha (restaurowana w 1987 roku po kradzieży). Za relikwiarzem znajduje się płyta nagrobna św. Wojciecha z czerwonego marmuru ze średniowiecznej tumby z 1480 roku, autorstwa Hansa Brandta z Gdańska. Od strony północnej prezbiterium umieszczony został złocony tron prymasowski z 1835 roku, a przed nim klęcznik z herbem prymasa Stefana Wyszyńskiego. Nad tronem widnieje herb obecnego metropolity gnieźnieńskiego. Po obu stronach prezbiterium ułożone są nowe stalle dla członków Kapituły Prymasowskiej. Poza tym w prezbiterium znajduje się główny ołtarz ofiarny, nawiązujący do złotego ołtarza romańskiego, wykonany z brązowych pozłacanych płyt ze scenami z życia Jezusa i Maryi. Został ofiarowany przez Episkopat Niemiec w 1996 roku. Nad ołtarzem znajduje się belka tęczowa z gotyckim krucyfiksem z drzewa lipowego z ok. 1430 roku, umieszczona w drugiej połowie XV wieku.

### Nawa główna i chór

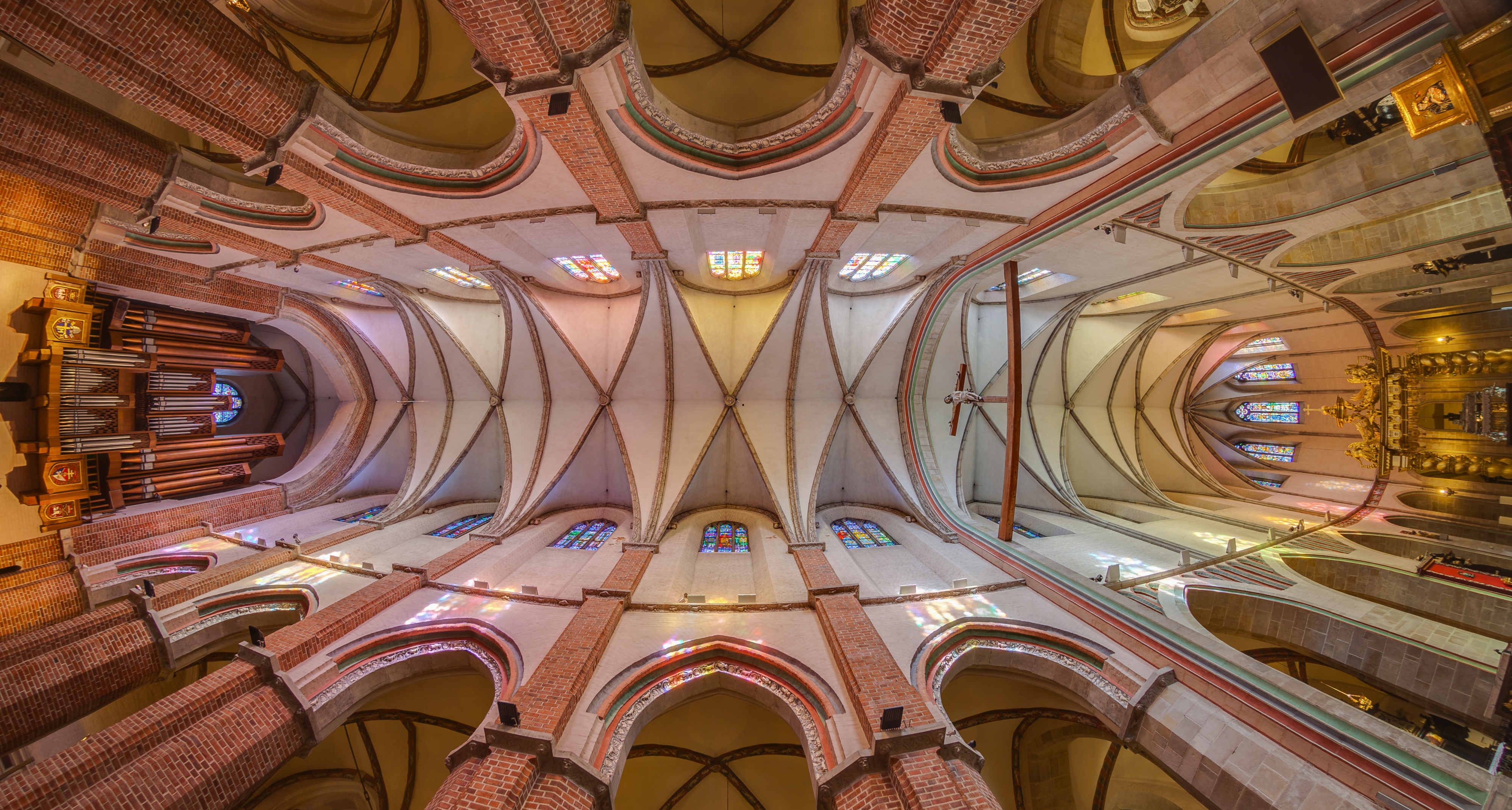
Sklepienie kościoła metropolitalnego

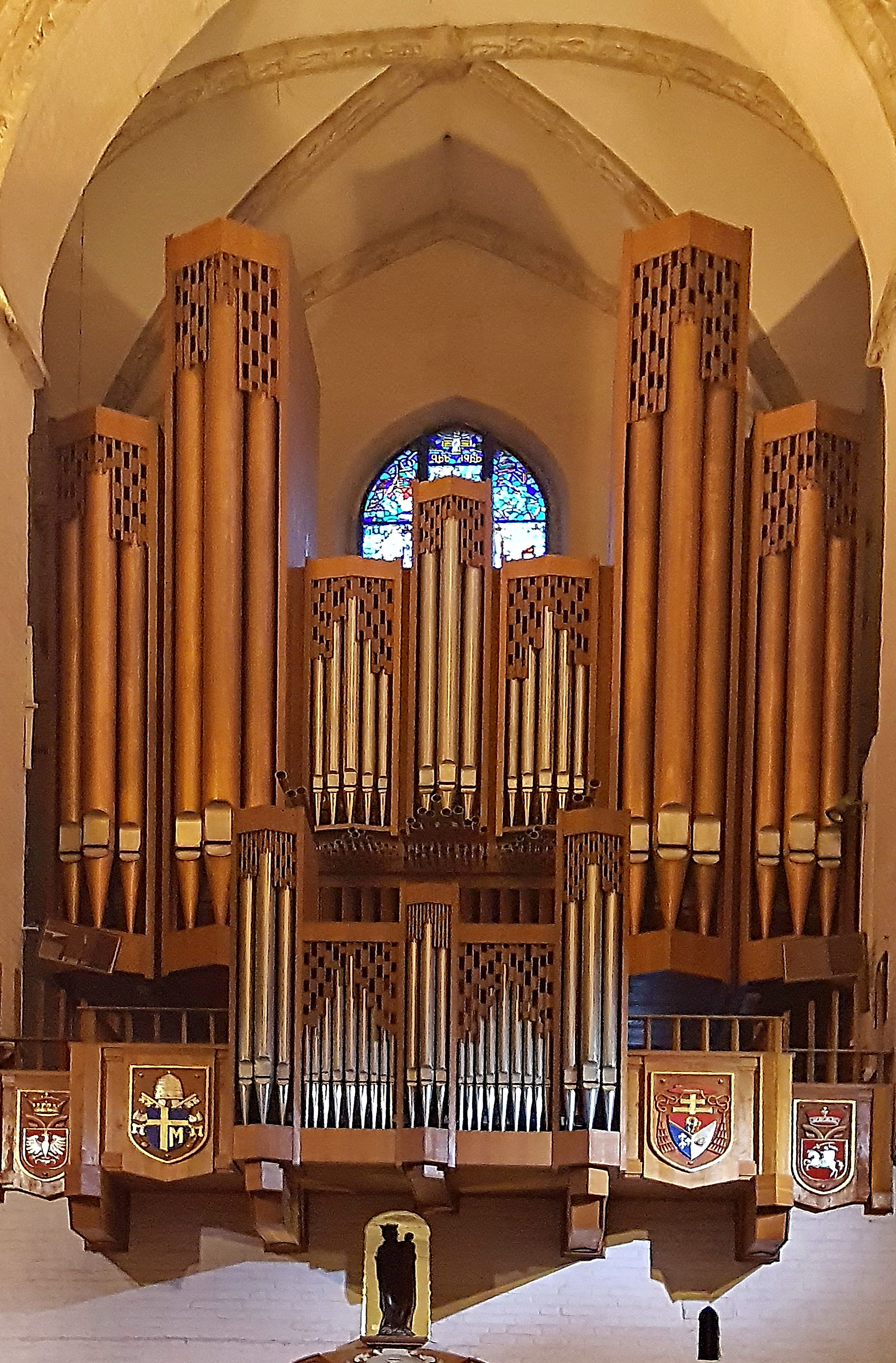
Organy archikatedry Wniebowzięcia Najświętszej Maryi Panny

W nawie głównej znajdują się miejsca dla wiernych. Sklepienie typowe dla stylu gotyckiego jest krzyżowo-żebrowe. Na końcu nawy w emporze międzywieżowej znajduje się drewniany chór muzyczny z organami, wybudowanymi w 1975 roku przez firmę August Laukhuff z Weikersheim. Montaż, przez firmę z Warszawy trwał w latach 1976-1977. Organy te zostały poddane renowacji w latach 2015-2016, przebudowany został także chór.
Poprzednie organy wybudowane po 1661 roku przez Jerzego z Gdańska, spłonęły w pożarze 23 stycznia 1945 roku. Po wojnie kościołowi służyła przejściowo fisharmonia, a następnie, w latach 1952-1962 instrument z kaplicy Lipskich. Później zamontowano organy elektroniczne.
Pod chórem w nawie głównej, po lewej stronie wejścia do starego kapitularza znajduje się późnogotycka płyta nagrobna abpa Zbigniewa Oleśnickiego, wmurowana na ścianie zachodniej. Autorem płyty jest Wit Stwosz. Postać prymasa wykonana jest w stroju pontyfikalnym z krzyżem procesyjnym w ręku, ukazana została na tle kotary podtrzymywanej przez dwa anioły. Cała kompozycja ujęta została w trójlistny łuk z bogato rzeźbioną wicią roślinną.
Po drugiej stronie wejścia do starego kapitularza znajduje się płyta nagrobna abpa Jakuba ze Sienna. Płyta składa się z czterech jednakowych, podłużnych kwater odlanych ze stopu mosiężnego, zmontowanych na ścianie w jedną kompozycyjną całość. Centralną część zajmuje wyryta stojąca postać prymasa w stroju pontyfikalnym, trzymająca w rękach pastorał i krzyż procesyjny. Zmarły stoi w otoczeniu bogato zdobionej architektury gotyckiej, gdzie występują postacie apostołów, patriarchów i świętych, a w narożnikach są medaliony z symbolami ewangelistów.

### Ambit i nawa boczna
Nawę boczną charakteryzuje obfitość rzeźby figuralnej, którą wypełniają portale, gzymsy, kapitele filarów między-nawowych, głowice służek, a nawet żebra sklepienne. W nawie bocznej znajduje się grupa płyt fundacji prymasa Łaskiego. Dzięki rzymskim kontaktom z kardynałem Bakocsem, abp Ostrzyhomia zamówił w 1515 u rzeźbiarza Jana Florentyńczyka sześć płyt nagrobnych: dla siebie, brata Andrzeja, prymasów poprzedników – Jana Gruszczyńskiego i Andrzeja Boryszewskiego, kanclerza Kurozwęckiego i bpa krakowskiego Jana Radlicy. Cztery pierwsze z wymienionych płyt umieszczono na ścianie północnej, w obejściu kościoła, po obu stronach zakrystii. Wszystkie płyty charakteryzują się jednolitą kompozycją. Centralną część zajmuje kartusz herbowy zmarłego otoczony wieńcem z liści i owoców. U dołu znajduje się inskrypcja informująca o dokonaniach zmarłego.
Poza tym, między zakrystią a kaplicą Doktorską znajduje się pomnik kard. Stefana Wyszyńskiego z 1982 roku, a po równoległej stronie nawy bocznej, od strony południowej, epitafium kard. Józefa Glempa.
Zakrystie, usytuowane są w wieńcu kaplic po stronie północnej, na wysokości prezbiterium. Zakrystia wikariuszowska jest większa i została postawiona na planie prostokąta. Prałacka z kolei przybrała kształt ośmioboku z kopulastym sklepieniem. Z nawy do wnętrza pomieszczenia dla wikariuszy prowadzi monumentalny wczesnobarokowy portal, zwieńczony herbem kapituły gnieźnieńskiej z koroną książęcą i kapeluszem kardynalskim. Został ufundowany w 1726 przez ówczesnego proboszcza Aleksandra Kołudzkiego z okazji ingresu nowego abpa Teodora Potockiego.

### Kaplice
- Kaplica Potockiego – zbudowana przy północnych murach kościoła, najbliżej północnego wejścia do archikatedry. Do kaplicy prowadzą dwa marmoryzowane portale, opatrzone kutą regencyjną kratą ozdobioną motywami roślinnymi. Sama kaplica założona jest na planie prostokąta, zwieńczona owalną kopułą z latarnią. Wewnętrzne ściany kopuły pokryto w 1728 roku malowidłami pędzla Macieja Jana Meyera z Lidzbarka, przedstawiającymi personifikację Ośmiu Błogosławieństw oraz postacie czterech ewangelistów. Do cenniejszych elementów wyposażenia tej kaplicy należą także stiukowy ołtarz stojący przy wschodniej ścianie projektu P. Ferrariego, gipsowy pomnik klęczącego fundatora w stroju pontyfikalnym, umieszczony na przeciwległej ścianie w niszy z dwiema kolumnami.

W jej krypcie zostali pochowani:
w 1738 – prymas Teodor Potocki, obecnie trumna spoczywa w podziemiach bazyliki gnieźnieńskiej
w 1829 – prymas Ignacy Krasicki (zm. 1801), obecnie trumna spoczywa w podziemiach bazyliki gnieźnieńskiej
w 1939 – bp Antoni Laubitz
w 1956 – protonotariusz apostolski Aleksy Brasse.

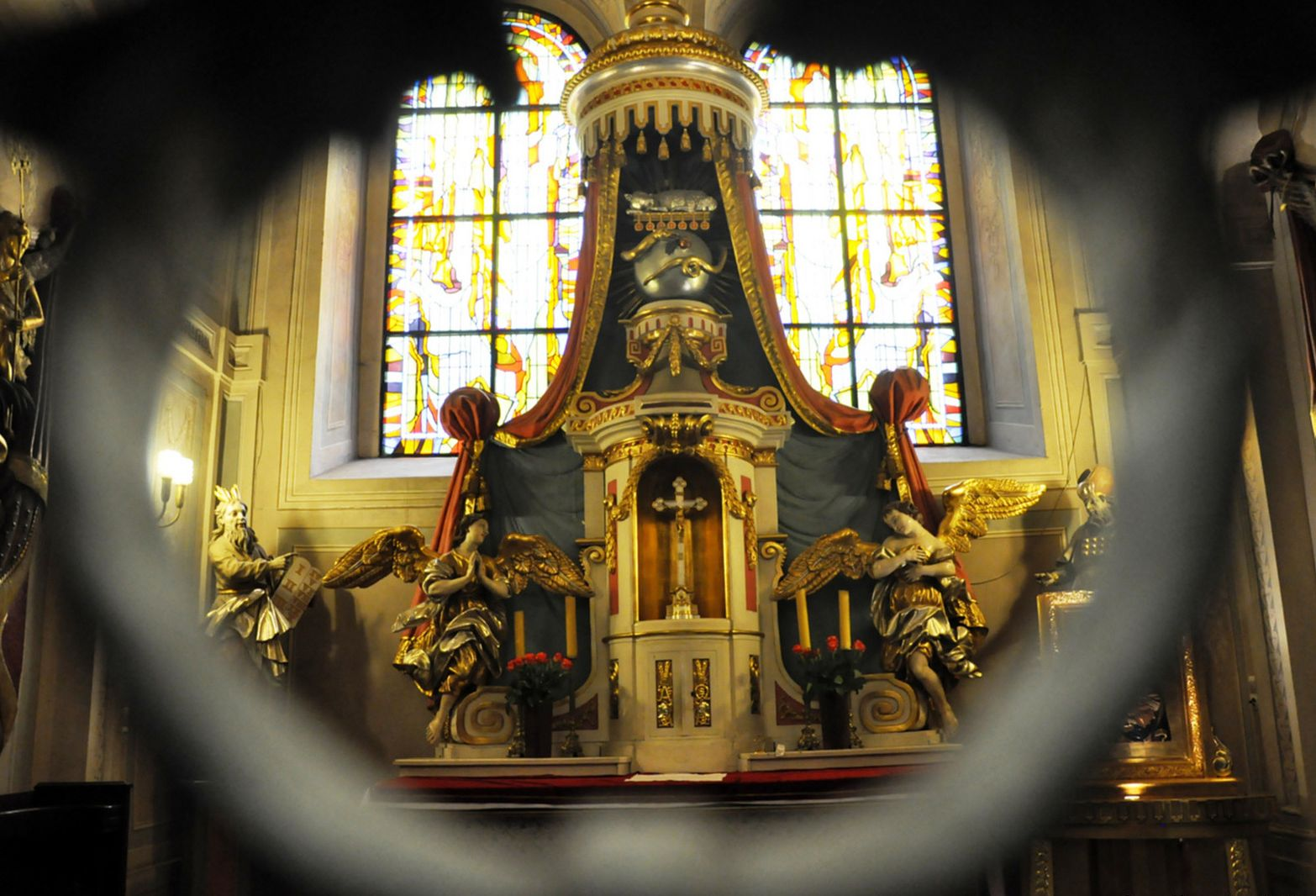
Kaplica Bożego Ciała fundacji prymasa Sporowskiego – widok na ołtarz zza żelaznej kraty

- Kaplica Bożego Ciała – najstarsza kaplica kościoła, zbudowano ją jako pierwszą przy ścianie północnej. Do wnętrza prowadzi barokowy, marmurowy portal dłuta Wilhelma Richtera z 1654, zwieńczony medalionem z motywem eucharystycznym. Po bokach znajdują się personifikacje Wiary i Nadziei, a powyżej nich siedząca postać z dziećmi, symbolizująca Miłość. W portalu osadzono kutą, żelazną kratę z XV w., z elementami dodanymi w XVII w. Wewnątrz znajduje się wczesnoklasycystyczny drewniany ołtarz, zaprojektowany przez Efraima Schoegera ok. 1781 roku. Na ścianach wschodniej i zachodniej umieszczono epitafia arcybiskupów Stanisława Szembeka (1706‑21) i Michała Radziejowskiego (1687-1705).

W krypcie tej kaplicy zostali pochowani:
w 1464 – prymas Jan Sprowski
w 1693 – bp Wojciech Stawowski
w 1721 – prymas Stanisław Szembek
Kaplica jest obecnie miejscem stałego przechowywania Najświętszego Sakramentu.
- Kaplica Doktorów (Doktorska) – gotycka kaplica powstała w XIV w. z fundacji abp. Bodzanty. Do wnętrza prowadzi stiukowy portal z 1792 roku. Osadzona w nim krata jest kompilacją kilku obiektów z XVI i XVII w. W wewnętrznych ościeżach zachowały się fragmenty gotyckiego fryzu obiegającego dawniej prawdopodobnie całą ostrołukową arkadę, która stanowiła wejście do tej kaplicy. Do cenniejszych zabytków wnętrza należą stiukowy, rokokowy ołtarz z 1750 roku i renesansowe epitafium doktorów Josickiego i Oczki z 1612.

W krypcie zostali pochowani kanonicy kapituły archikatedralnej, m.in. Antoni Kantecki.
- Kaplica św. Walentego – usytuowana tuż za zakrystiami. Polichromia na zachodniej ścianie przedstawia św. Walentego, błogosławiącego małżonków Sarpię i Sabino. Kaplica ta ma proweniencję gotycką, sięgającą 2. poł. XIV w. Portal prowadzący do wnętrza został wykonany ok. 1785. Krata zwieńczona herbem Korab jest wcześniejsza, z ok. 1613. Wewnątrz przykuwa uwagę późnobarokowy ołtarz, murowany, tynkowany i polichromowany, z przedstawieniem św. Walentego, a nad nim w tondzie podobizna św. Rozalii. Na ścianie zachodniej widnieje barokowe epitafium kanonika Kaspra Chudzyńskiego z czarnego i brązowego marmuru, z malowanym na blasze portretem zmarłego w 1698.

W jej krypcie zostali pochowani wikariusze archikatedralni.
- Kaplica Pana Jezusa (kaplica Krzyża) – jej mury posadowiono na wczesnośredniowiecznym wale obronnym. Do wnętrza prowadzi wczesnobarokowy portal z 1654. Wewnątrz znajduje się barokowy (1740-46), murowany i marmoryzowany ołtarz. W centralnym polu umieszczono kutą, srebrną blachę z 1732 w kształcie winnego krzewu, w którą wkomponowano drewnianą, gotycką rzeźbę Ukrzyżowanego, od lat czczoną jako Cudowny Krzyż Gnieźnieński. Przed tym krucyfiksem, ustawionym w polowym ołtarzu w czerwcu 1657 roku, modliły się polskie wojska podczas wojny ze Szwedami. Po pokoju oliwskim krzyż wrócił do kaplicy. Ponadto w kaplicy znajdują się jeszcze wczesnobarokowe, brązowe epitafia kanonika Świętosława Strzałkowskiego, prałata Jana Ziemkiewicza oraz abpa Adama Komorowskiego.
- Kaplica Gembickiego (kaplica Niepokalanego Poczęcia NMP) – znajduje się dokładnie na osi katedry. Do wnętrza prowadzi barokowy, marmurowy portal. Wewnątrz kaplicy znajdują się: drewniany, złocony ołtarz z XVII w. z centralnym przedstawieniem NMP Niepokalanie Poczętej oraz dwa nagrobki umieszczone w przeciwległych ścianach: renesansowy, wykonany z piaskowca, poświęcony abpowi Janowi Latalskiemu oraz nagrobek barokowy z czarnego marmuru i alabastru, wykonany, podobnie jak portal, w warsztacie Sebastiana Sali, poświęcony pamięci abpa Wawrzyńca Gembickiego.
- Kaplica Kołudzkich – jedna ze starszych kaplic bazyliki. Znajduje się w obejściu prezbiterium, po wschodniej stronie. Ma jednorodny charakter wnętrza. XVII-wieczny wystrój nie został zakłócony żadnymi późniejszymi dodatkami. Ściany zostały prawie w całości pokryte czarnym dębnickim marmurem. Portal z kolorowych marmurów wykonano w gdańskim warsztacie Richtera ok. 1652 roku. We wnętrzu znajduje się ołtarz z czarnego marmuru z białymi alabastrowymi elementami dekoracyjnymi, wyrzeźbiony ok. 1656 w tym samym warsztacie co portal. Naprzeciw ołtarza umieszczono epitafium kanonika Szymona Kołudzkiego. Sklepienie polichromowane (ok. 1763) przedstawia personifikacje czterech stron świata, składające hołd Stwórcy.
- Kaplica Olszowskiego (kaplica św. Andrzeja) – zachowała się w niej nienaruszona dekoracja gotyckiej arkady z 2. poł. XIV w., przedstawiająca sceny z historii zbawienia i motywy zwierzęce. Portal wejściowy zwieńczony jest postacią św. Andrzeja z uniesionymi ku górze rękami. Wnętrze utrzymane w ciemnoczerwonej (ceglastej) tonacji nawiązuje do oryginalnej barokowej kolorystyki ścian. Znajduje się tam czarny, marmurowy ołtarz z 1734 roku z alabastrową płaskorzeźbą św. Andrzeja oraz taki sam czarny nagrobek abpa Andrzeja Olszowskiego z klęczącą postacią zmarłego prymasa. Ponadto w kaplicy znajdują się XIX-wieczne epitafium bpa Krzysztofa Janiszewskiego oraz dwa barokowe epitafia: kanonika Franciszka Kraszkowskiego (1731) i dziekana Jana Korbanowskiego (1737).

W jej krypcie zostali pochowani:
1454 – prymas Władysław Oporowski,
1677 – prymas Andrzej Olszowski.
- Kaplica Matki Boskiej Częstochowskiej – pierwotnie mieściła się w niej biblioteka kolegium penitencjarzy, którą pod koniec XVII w. przeniesiono do kaplicy Gembickiego. Powstała w połowie XIV w., niemalże równolegle z budową prezbiterium katedry. Portal wiodący do kaplicy wykonano z wielobarwnych marmurów w 1691 roku. Widoczna jest także gotycka archiwolta i dwa kapitole, wieńczące służki z wizerunkiem Adama i Ewy. Krata jest kompilacją trzech starszych obiektów z XV, XVI i XVII w. Ściany zdobi polichromia z 1886, związana z dziejami obrazu Matki Boskiej Częstochowskiej. W późnobarokowym, murowanym i marmoryzowanym ołtarzu znajduje się XVII-wieczna kopia obrazu jasnogórskiego, jedna z najstarszych w Polsce, ozdobiona koroną z motywami męki Pana Jezusa, tzw. arma Christi.

W krypcie tej kaplicy zostali pochowani:
1376 – abp Jarosław z Bogorii i Skotnik,
1685 – prymas Jan Wydżga
- Kaplica św. Stanisława i św. Jana Pawła II – początkowo przeznaczona była na skarbiec, nad którym mieściła się kapliczka z Najświętszym Sakramentem. W 1591 roku skarbiec został zamieniony na właściwą kaplicę. Portal z kolorowych marmurów wraz z kratą, stanowiącą kompilację wcześniejszych elementów, wykonano w połowie XVII w. Wewnątrz znajduje się stiukowy ołtarz z 1757 z nieco wcześniejszym (ok. 1650) olejnym obrazem przedstawiającym św. Stanisława z Piotrowinem przed sądem królewskim. W kaplicy umieszczono liczne epitafia i tablice pamiątkowe. Od 2014 roku znajdują się tam relikwie św. Jana Pawła II.

W jej krypcie zostali pochowani:
1608 – bp Jan Gniazdowski,
1661 – kan. Stanisław Sławieński.
- Kaplica Baranowskiego – powstała obok skarbca, na miejscu dawnej kaplicy Doliwów. Wyróżnia się ona od zewnątrz wieńczącą ją kopułą. Założono ją na planie zbliżonym do kwadratu, kopuła natomiast otrzymała owalny zarys. Do wnętrza prowadzi jeden z najwcześniejszych portali, zbudowany ok. 1626. We wnętrzu znajduje się drewniany, bogato zdobiony ołtarz z lat 1630-40 z rzeźbami św. Jerzego i niezidentyfikowanego biskupa oraz malowanymi na płótnie scenami Ukrzyżowania i Złożenia do grobu. Jest tam też wczesnobarokowy nagrobek abpa Wojciecha Baranowskiego, wykonany z marmuru i alabastru.

Kaplica jest miejscem stałego dyżuru penitencjarza większego.
- Kaplica Dzierzgowskiego (św. Mikołaja) – została zbudowana w 2. poł. XIV w. Do wnętrza prowadzi skromny portal zbudowany z cegieł, otynkowany i pomalowany. Wewnątrz jest późnobarokowy, stiukowy ołtarz z olejnym XVIII-wiecznym obrazem ukazującym śmierć św. Franciszka Ksawerego na Formozie, nad nim umieszczono owalne przedstawienie św. Mikołaja. W kaplicy znajdują się ponadto dwa nagrobki – abpa Dzierzgowskiego, prymasa i abpa Andrzeja Krzyckiego.
- Kaplica św. Józefa (obecnie kruchta południowa) – stanowiła na przemian wejście do katedry bądź kaplicę. Pierwotnie w tym miejscu było wejście do katedry, nad którym mieściły się biblioteka i lektorium. Portal jest kopią XVII-wiecznego portalu z kaplicy Bożego Ciała, w zwieńczeniu widnieje płaskorzeźba starca czytającego księgę. Na ścianie wschodniej, powyżej zniesionej mensy ołtarzowej, znajduje się dawne stiukowe retabulum z przedstawieniem Śmierci św. Józefa (ok. 1780). Naprzeciwko umieszczono wczesnoklasycystyczne epitafium kanonika Skrzetuskiego. Na tle rozpostartego heraldycznie płaszcza zwieńczonego baldachimem przedstawiono owalny, namalowany na blasze, portret zmarłego. Obok wejścia wmurowano medalion z popiersiem abpa Marcina Dunina (1842). Ściany i sklepienie ozdobione są polichromią (ok. 1790) poświęconą życiu św. Józefa.

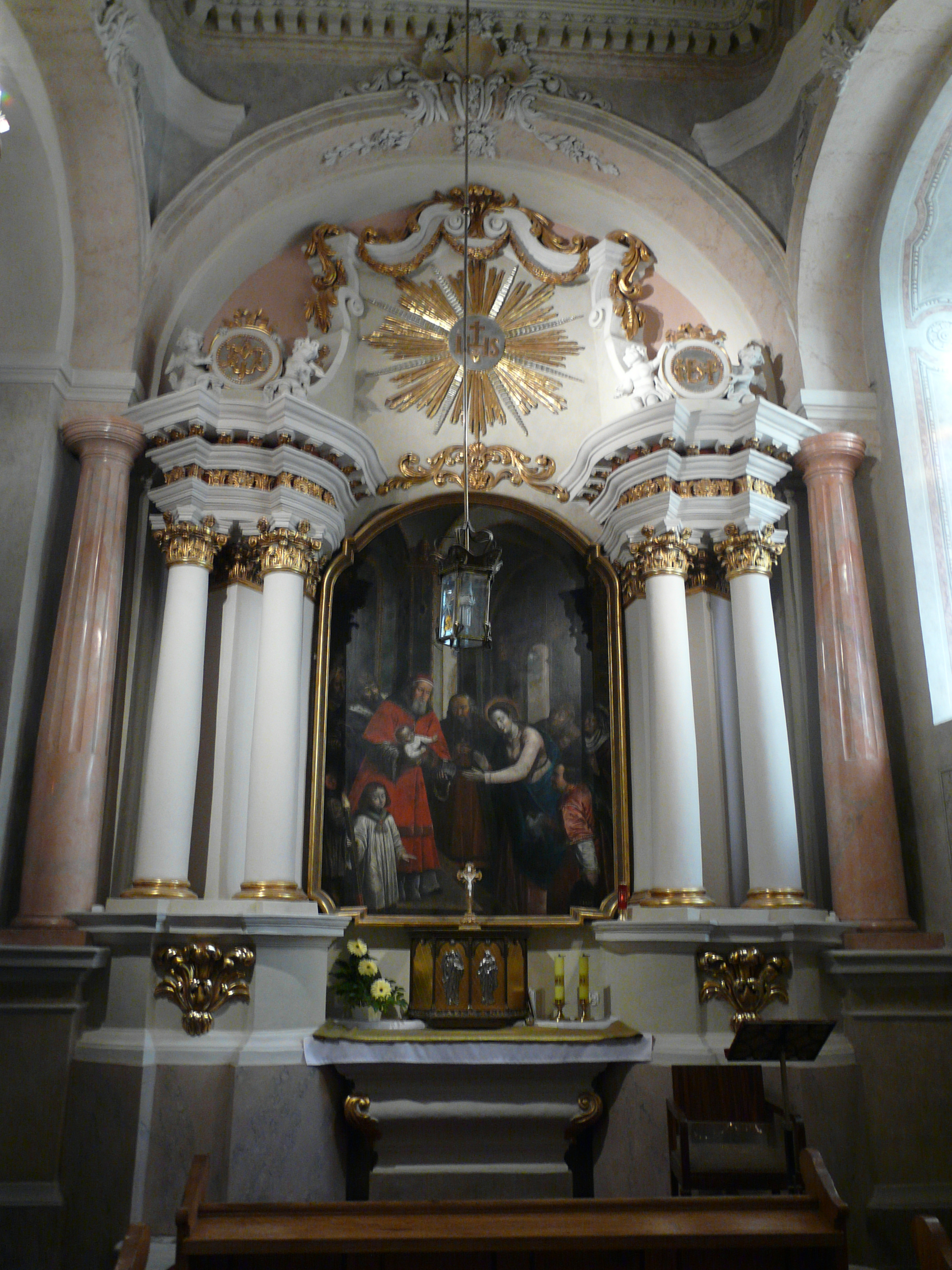
Kaplica Łubieńskich – widok na ołtarz i obraz "Ofiarowanie Dzieciątka w świątyni" z 1646 r.

- Kaplica Łubieńskich – prowadzą do niej dwa XVII-wieczne portale. Nad pierwszym, od strony wschodniej zachowała się ostrołukowa, gotycka arkada z płaskorzeźbionymi reliefami w podłuczu, przedstawiającymi sceny biblijne i postacie starotestamentowych proroków. Wnętrze zdobi jednolita klasycystyczna kompozycja sztukatorsko-malarska z charakterystycznym dla tego okresu sklepieniem zwierciadlanym. Głównymi elementami wnętrza są: późnobarokowy ołtarz w stylu Ludwika XIV z obrazem Ofiarowanie w świątyni oraz umieszczony naprzeciwko marmurowy, klasycystyczny chór muzyczny z XVIII stulecia. Poza tym w kaplicy znajduje się barokowe epitafium typu inskrypcyjnego prymasa Łubieńskiego (1652).

W jej krypcie zostali pochowani:
1480 – prymas Jakub z Sienna,
1537 – prymas Andrzej Krzycki,
1652 – prymas Maciej Łubieński, jego trumna spoczywa w krypcie przed kaplicą
1926 – prymas Edmund kardynał Dalbor, jego trumna również spoczywa w krypcie przed kaplicą.
W kaplicy w 1973 roku zostało złożone serce kardynała Augusta Hlonda Prymasa Polski. Wtedy również kard. Wyszyński dokonał odsłonięcia i poświęcenia tablicy inskrypcyjnej ku czci prymasa Hlonda.
Przy kaplicy pod nawą południową, poza prymasem Łubieńskim i Dalborem spoczywa jeszcze czterech prymasów Polski:
prymas Jan Łaski 1456-1531,
prymas Maciej Drzewicki 1467-1535,
prymas Teodor Andrzej Potocki 1664-1738,
prymas Ignacy Krasicki 1735-1801,

### Kapitularze

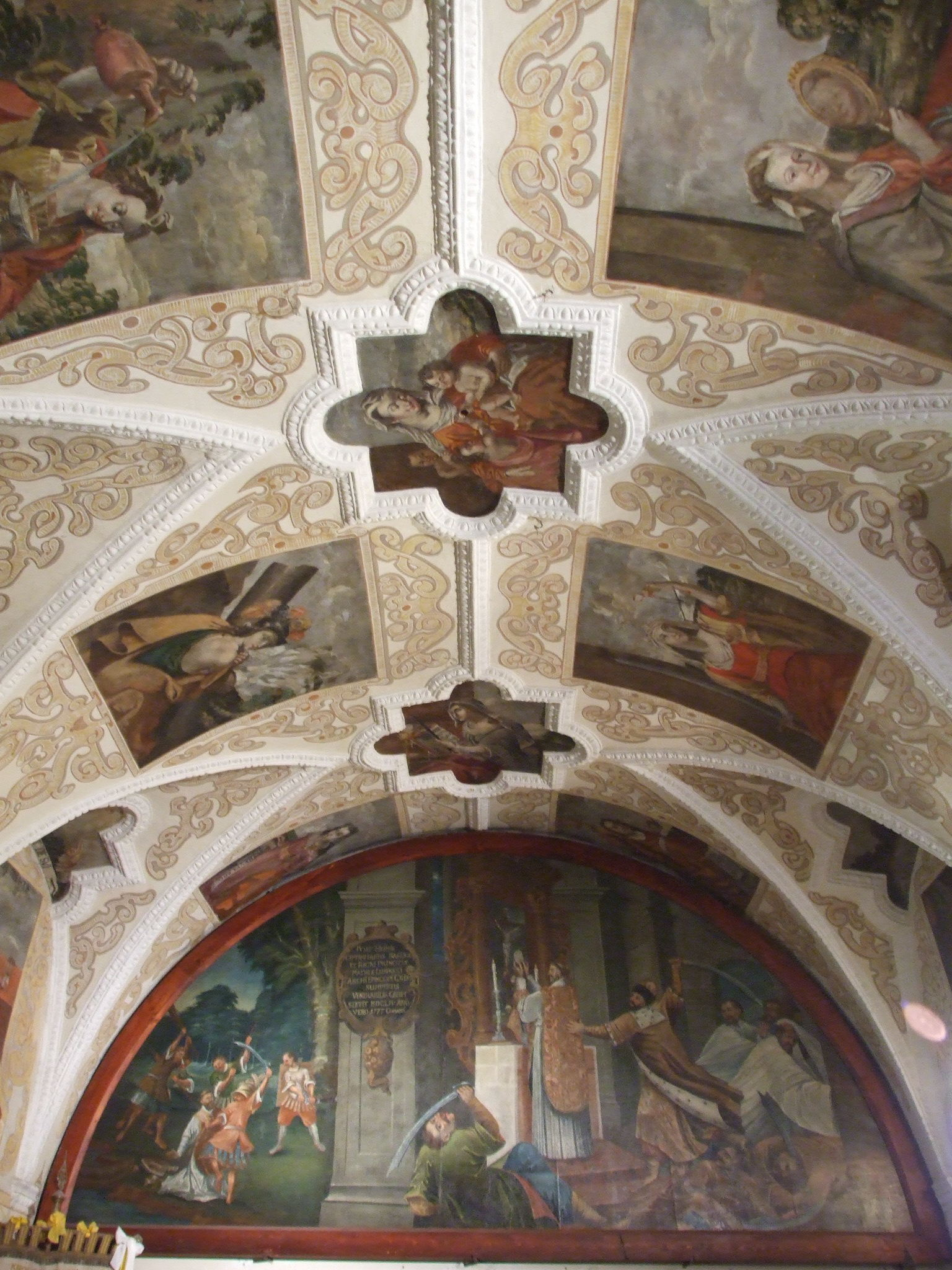
Stary kapitularz – sklepienie kolebkowe z malowidłami z poł. XVII w., poniżej XVIII-wieczna kopia obrazu „Śmierć św. Stanisława"

- Stary Kapitularz – usytuowany jest na osi katedry, w przęśle międzywieżowym, pod obecnym chórem muzycznym. Do wnętrza prowadzi marmurowy portal z 1726. Nad portalem znajduje się wykuta w licu nisza z figurą św. Jana Nepomucena, która miała przypominać kanonikom uczestniczącym w zebraniach kapituły o powinności dotrzymania tajemnicy. Samo pomieszczenie kapitularza ma jeszcze dwa boczne aneksy. Jeden pełnił niegdyś funkcję skarbca, a drugi archiwum. Sklepienie kolebkowe z lunetami zdobią barokowe malowidła gdańskiej proweniencji z poł. XVII w. Przedstawiają one alegorie cnót teologalnych oraz kardynalnych ze stosownymi łacińskimi maksymami. W boczne ściany, ograniczone od góry łukiem tarczowym sklepienia, wkomponowano dwa obrazy skopiowane w 1777. Pierwszy z nich przedstawia śmierć bpa krakowskiego św. Stanisława, a drugi ukazuje Pięciu Braci Męczenników z Barnabą i Aniołem[2].
- Nowy Kapitularz – do kapitularza prowadzi marmurowy portal z herbem Pomian. Wejście zamyka bogato zdobiona krata z 2. poł. XVII w., zachowująca jednak jeszcze stylistykę późnorenesansową. Wewnątrz znajdują się kręcone schody ze zdobioną balustradą, wykonane w latach 1784-88, prowadzące do pomieszczenia kapitularza, w którym kiedyś mieściła się część zbiorów Archiwum Archidiecezjalnego i Biblioteki Katedralnej[2].

### Kruchty

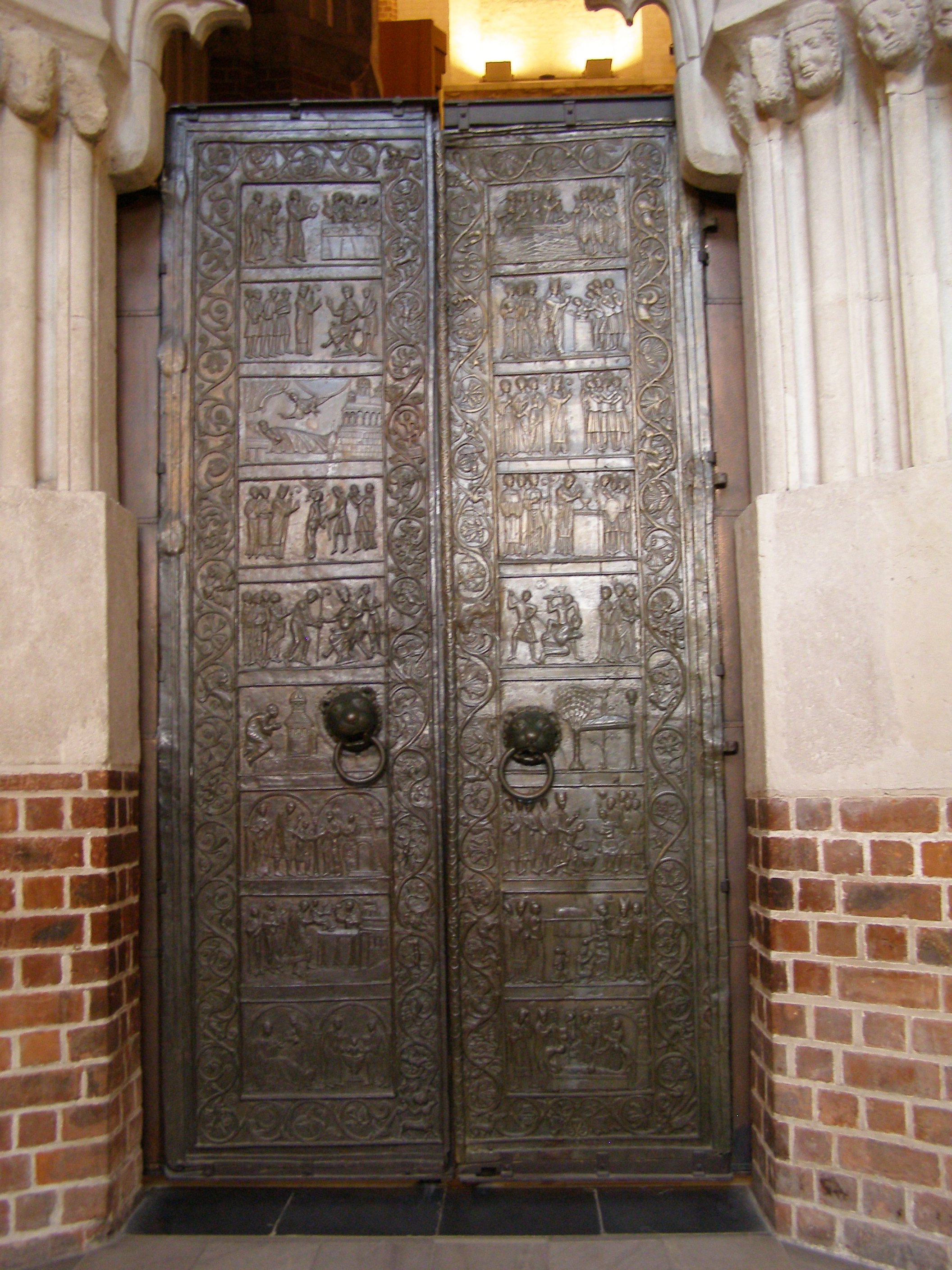
Drzwi Gnieźnieńskie

- Kruchta północna – nad wejściem do wnętrza katedry znajduje się gotycki portal ze sceną Ukrzyżowania. Ponadto w tej kruchcie znajduje się biuro pielgrzyma oraz wejście do pomieszczeń przywieżowych, dawnej siedziby Archiwum Archidiecezjalnego w Gnieźnie.
- Kruchta południowa – druga kruchta tej strony, znajdują się w niej Drzwi Gnieźnieńskie. W portalu nad nimi w tympanonie przedstawiono scenę Sądu Ostatecznego. W konstrukcji portalu odwołano się do wzorów bordiury Drzwi.

## Otoczenie i wygląd zewnętrzny
Na dachu nawy bocznej, wzdłuż całego wieńca kaplic umieszczone zostały figury dwunastu apostołów, patronów Polski, a nad kaplicą Gembickiego (Niepokalanego Poczęcia NMP) widnieje figura Matki Bożej. Przy bazylice, od strony południowej umieszczony został uszkodzony dzwon Bogumił, który spadł z wieży kościoła w czasie pożaru w 1945 roku. Od strony wschodniej kościół metropolitalny sąsiaduje z ulicą Tumską i zabudową miejską. Od strony północnej znajdują się też dalsze zabudowania Wzgórza Lecha – zespół kolegiat, z siedzibą Muzeum Archidiecezjalnego w Gnieźnie i z siedzibą Archiwum Archidiecezjalnego w Gnieźnie oraz kościołem św. Jerzego. Od strony zachodniej znajduje się plac św. Wojciecha, miejsce uroczystości odpustowych ku czci tego świętego oraz różnych wydarzeń kulturalnych.

### Dzwony archikatedry

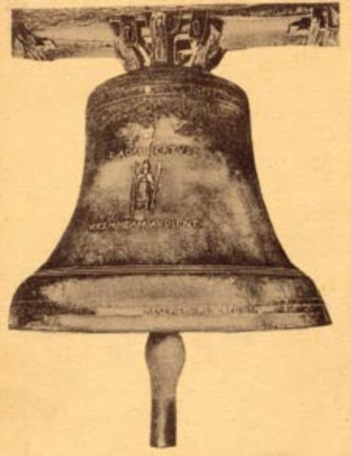
Rycina Dzwonu Święty Wojciech z ok. 1920 roku

Już w XI wieku katedra gnieźnieńska miała dwa dzwony, skradzione przez księcia czeskiego Brzetysława w 1038 roku. Pomimo skargi złożonej przez arcybiskupa gnieźnieńskiego do Stolicy Apostolskiej, dzwonów nie zwrócono. Z okresu XII-XVI wieku brakuje jakichkolwiek informacji na temat dzwonów. Informacje o odlewaniu dzwonów pochodzą z XVII wieku, po wielkim pożarze Gniezna w 1613 roku. Dzwony katedry gnieźnieńskiej można podzielić na dwie grupy – znajdujące się w dzwonnicy i zegarowe, znajdujące się na wieży południowej.
W dzwonnicy znajdują się:
- Dzwon Święty Wojciech (duży), zwany też Wielkim Wojciechem i wydaje dźwięk as.
- Dzwon Święty Wojciech (mały) – ma wysokość 162 cm, średnicę 156 cm, waży 2300 kg i wydaje dźwięk des. Wykonał go w Gnieźnie poznański ludwisarz Jan Zachariasz Neuberdt, o czym informuje napis na czapie dzwonu. Dzwon ma koronę z główkami aniołków. Na środku płaszcza znajdują się płaskorzeźby przedstawiające Matkę Bożą i św. Wojciecha oraz herb kapituły gnieźnieńskiej. Łaciński napis po przeciwnej stronie mówi słowami Pisma świętego: W roku Pańskim 1760 dnia 25 sierpnia/ Zniszczył oraz spalił i zamienił w proch (4, Król. 23,15)./ A w tym samym roku dnia 18 grudnia/ Wskrzesił ducha mojego (Jeremiasz 29,15).
- Dzwon św. Stanisława – ma 113 cm wysokości, średnicę wieńca 105 cm, waży 900 kg i wydaje dźwięk ges. Odlał go również Jan Zachariasz Neuberdt w 1761 w Gnieźnie. Koronę zdobią główki aniołków. Na środku płaszcza przedstawiony został św. Stanisław z Piotrowinem oraz podpis: Św. Stanisław, biskup krakowski. Po przeciwnej stronie umieszczone zostały łacińskie cytaty z psalmów, które określają rolę dzwonu: Przyjdźcie, wyśpiewujcie, składajcie ofiary, śpiewajcie psalmy, chwalcie Pana wszystkie ludy. Umieszczono na nim także herb kapituły gnieźnieńskiej, fundatora dzwonu.
- Dzwon św. Floriana – ma 99 cm wysokości, średnicę pierścienia odsercowego 98 cm i waży 540 kg. Wydaje dźwięk as i jest również dziełem Neuberdta z 1761 roku. Na środku płaszcza przedstawiono św. Floriana trzymającego w jednej ręce chorągiewkę, a w drugiej wiaderko na wodę do gaszenia ognia. Znajdujący się na płaszczu łaciński napis w tłumaczeniu brzmi: Gdy mnie wprawiają w ruch, poruszam serca śmiertelnych ku pierwszemu motorowi, którego kult jest w sercu moim. Dodatkowym elementem jest tu herb kapituły katedralnej, fundatora dzwonu.
- Sygnaturka z 1975 roku

Wszystkie dzwony odlane przez J.Z. Neuberdta konsekrował w 1762 bp Krzysztof Dobiński.

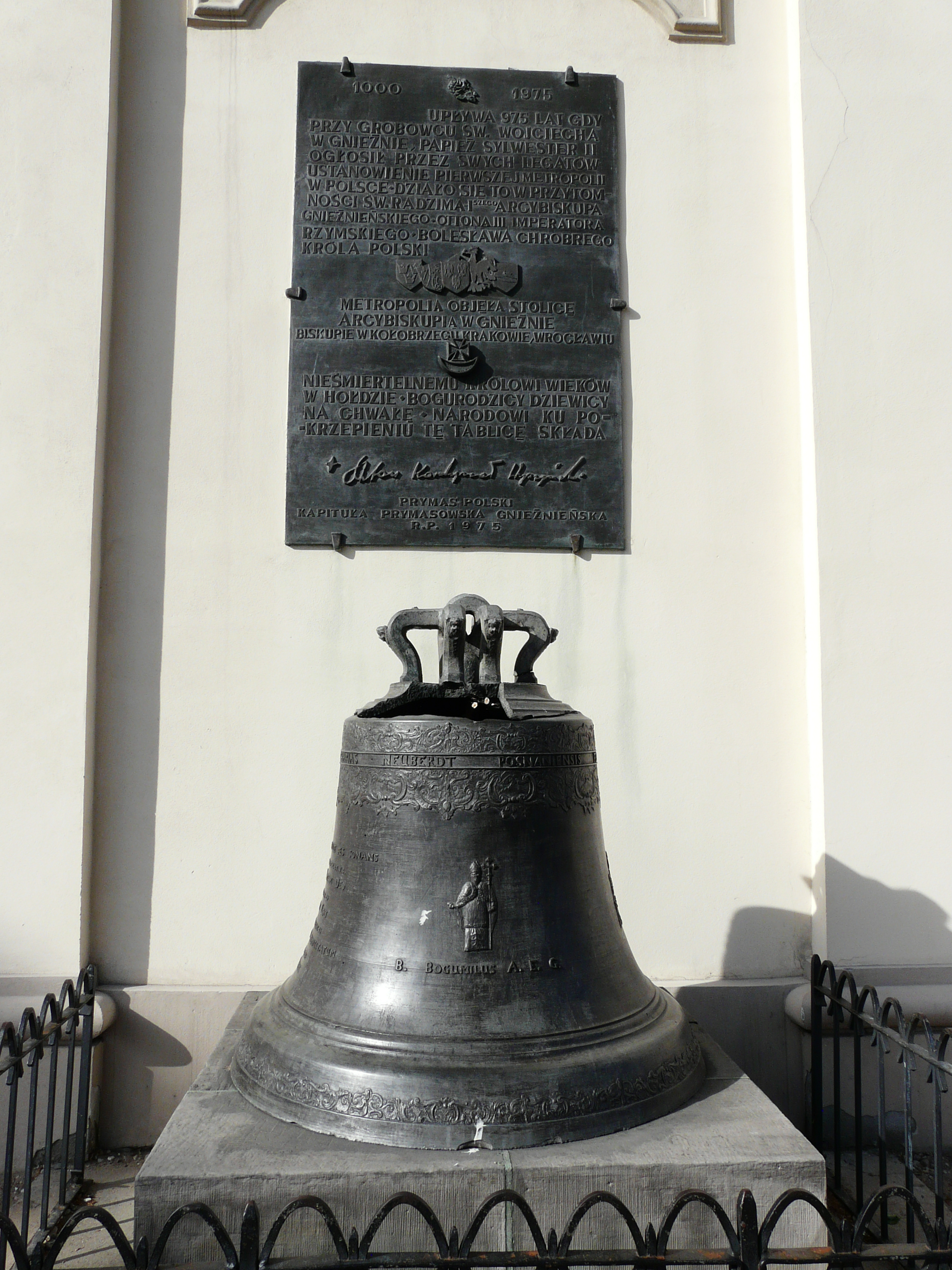
Dzwon bł. Bogumiła przy murach katedry

Bazylika ma jeszcze dwa inne dzwony. Pierwotnie znajdowały się one w dzwonnicy obok wielkiego Wojciecha i spełniały funkcję sygnaturek. Razem z nim zostały przeniesione do wieży północnej, a po 1945 zawieszono je w wieży południowej, gdzie pełnią funkcję dzwonów zegarowych w miejscu zniszczonych w pożarze w 1945 roku. Te dzwony nie zostały zważone ani zmierzone. Na większym dzwonie wydającym ton H można odczytać napis: Dźwięczę: Jezus Maryja, Jezus Maryja. Jest to najstarszy dzwon gnieźnieński i jeden z nielicznych gotyckich dzwonów z XV w. zachowanych na terenie Polski. Mniejszy
dzwon, wybijający kwadranse, nie ma żadnych napisów.
- Dzwon bł. Bogumiła – został uszkodzony podczas pożaru w 1945 roku. Ma wyrwaną głowicę, koronę zdobią główki aniołów. Dzwon ma 108 cm wysokości, 135 cm średnicy pierścienia odsercowego i waży 1450 kg. Wydawał ton es. Został odlany w 1761 w Gnieźnie przez ludwisarza Jana Zachariasza Neuberdta, co uwidoczniono na czapie między pasem ornamentacyjnym. Po jednej stronie płaszcza znajduje się płaskorzeźba przedstawiająca bł. Bogumiła trzymającego w ręce krzyż i odpowiedni podpis: Bł. Bogumił, arcybiskup gnieźnieński. Napisy umieszczone na środku płaszcza mówią o jego przeznaczeniu: Stałem się jako spiż brzmiący (I Koryntian 13,1)/ Dając chwałę Bogu (Rzymian 4,20)/ Dla ozdoby miejsca (II Machabejska 5,16)/ Odstąpić. Obecnie dzwon jest ustawiony przy południowych murach katedry.

### Dzwonnica archikatedry

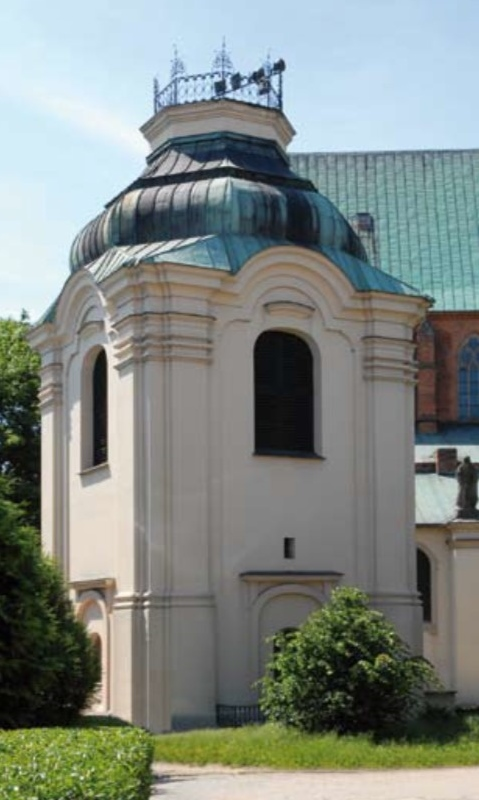
Dzwonnica archikatedralna współcześnie

Dzwonnica archikatedralna znajduje się od północnej strony kościoła WNMP, pomiędzy świątynią a kościołem św. Jerzego. Z archiwaliów wynika, że o dzwonnicach przyarchikatedralnych wspomina w aktach wizytacyjnych Wincenty de Seve w 1608 roku. W tym czasie po południowej stronie katedry stała drewniana dzwonnica, której stan techniczny wymagał budowy nowej, murowanej. Przed 1602 roku decyzją prymasa Stanisława Karnkowskiego, postanowiono przenieść dzwony z drewnianej dzwonnicy do południowej wieży archikatedry. Nie przeniesiono wszystkich, ze względu na słabe podłoże, na który wybudowana była wieża. W 1613 roku w wyniku pożaru miasta spłonął dach świątyni wraz z wieżami i znajdującymi się w niej dzwonami. W 1616 w murowanej dzwonnicy umieszczono Dzwon Święty Wojciech, przywieziony z Moskwy jako zdobycz wojenna króla Władysława IV. Razem z nim umieszczono cztery dzwony odlane przez Jana z Pułtuska z kruszców stopionych przez pożar oraz zachowane dzwony z drewnianej dzwonnicy. W 1638 roku te dzwony przeniesiono do wieży archikatedralnej, a dzwonnicę przebudowano. W 1793 roku trzeba było ponownie przebudować dzwonnicę, ponieważ jej fundamenty i mury okazały się zbyt słabe. Budowla stała na wczesnośredniowiecznym wale drewniano-ziemnym, otaczającym pierwsze podgrodzie. Drewno stanowiące jądro wału z biegiem lat uległo rozkładowi, a stojące na nim budynki podlegały destrukcji. Przebudowy dzwonnicy podjął się Pompeo Ferrari. Była to budowla barokowa na planie kwadratu. Wchodziło się do niej po schodach. Otwór drzwiowy był tak duży, aby można było przez niego wnieść dzwon św. Wojciecha. Na wysokości piętra rozmieszczone były cztery duże otwory osłonięte drewnianymi żaluzjami, przez które wydobywał się głos dzwonów, rozchodzący się nisko po mieście. Kopułę pokrytą blachą miedzianą wieńczył balkonik otoczony ażurową kratą. Ta ceglana, nietynkowana dzwonnica przetrwała do 1933. Zdjęty z dzwonnicy 12 października 1932 roku dzwon św. Wojciecha zawieszono w północnej wieży. W rozbieranej dzwonnicy zauważono, że w XVIII wiecznych murach zachowały się jeszcze fragmenty wcześniejszych budowli. W 1973 dokonano w tym samym miejscu odbudowy dzwonnicy na wzór XVIII wiecznej, wg zachowanych rysunków inż. Józefa Śmieleckiego z 1933 roku, z tym że ją otynkowano. W tej odbudowanej dzwonnicy zawisł ponownie w 1975 roku dzwon św. Wojciecha, trzy mniejsze i nowa sygnatura. Nad wejściem do dzwonnicy została umieszczona tablica upamiętniająca fundatora, kard. Stefana Wyszyńskiego.

## Podziemia kościoła
W podziemiach można zobaczyć m.in. najstarszy w Polsce napis nagrobkowy z ok. 1006 roku, odkryte podczas badań archeologicznych relikty budowli kamiennej z końca IX wieku, a także fragmenty murów bazyliki Mieszka I.